# La Pérouse
La Pérouse is in de periode van mei tot september een drijvend restaurant op de Schelde, aan boord van de Flandria 16, de voormalige Flandria XVI Het restaurant van de rederij Flandria werd geopend in november 1953. De naam verwijst naar de ontdekkingsreiziger Jean-François de La Pérouse.

## Glorietijd
De eerste Michelinster volgde reeds in 1954. In de jaren 70 tot de jaren 90 kreeg het twee Michelinsterren. Het schip was toen aangemeerd aan het ponton op de Schelde aan het Steen.
Koningin Elizabeth II van Engeland, prins Rainier en prinses Grace Kelly van Monaco, prins Jan van Luxemburg, koning Olaf V van Noorwegen, keizer Haile Selassie van Ethiopië, president Georges Pompidou van Frankrijk en keizer Hirohito van Japan hebben aan boord gedineerd.
Maître d'hôtels in deze sterrenzaak waren Dave Weispecher en Jacques Wybauw. Chef de cuisine was Hugo Kermans, samen met André Pauwels.
De bezetting in dit restaurant was immens en vaak was er meer personeel aanwezig dan het aantal gasten. Zo was er steeds een foyer medewerker, pianist, barman, sommelier, maître d'hôtel, garçons, commissen, een accountant, twee afwassers, chef de cuisine, meerdere koks, een bakker/patissier etc.
De zaal bevond zich bijna over de ganse lengte van het schip, op de waterlijn. In het ruim bevond zich over de volledige lengte van het schip de warme en de koude keukens, een bakkerij, de ruimte voor de afwassers, frigo's, de eet en omkleedruimte van het personeel.

## Huidige situatie
Na meerdere jaren niet meer actief geweest te zijn, werd het restaurant in 2001 opnieuw opgestart. Het schip was aangemeerd in het Willemdok en maakte cruises op de Schelde. De Michelinster had het restaurant niet meer.
Het schip is nu in handen van de Nederlandse Docks rederij. Na een grondige verbouwing vaart het nu onder de naam "Docks 2".